# ریکه هورلوکه
ریکه هورلوکه برون یورگنسن (دانمارکی: Rikke Hørlykke Bruun Jørgensen؛ زادهٔ ۲ مهٔ ۱۹۷۶) بازیکن هندبال اهل دانمارک بود.
از افتخارات وی می‌توان به کسب مدال طلا به‌همراه تیم ملی هندبال زنان دانمارک در بازی‌های المپیک تابستانی ۲۰۰۴ اشاره کرد. 